# Carol Day
Carol Day var en brittisk tecknad serie av typen soap opera, skapad av David Wright och Peter Meriton, publicerad från  10 september 1956  till 25 maj 1967.

## Historik och innehåll
Carol Day blev publicerad i The Daily Mail och syndikerad till cirka 70 tidningar runt om i världen. Serien handlade om de vardagliga äventyren som händer en cool och elegant modemodell, ung och blond, vid namn Carol Day. Hon är skyddsling till en rik morbror i Karibien, Marcus, som bistår henne med en hjälpande hand.
David Wright tecknade serien, och Peter Meriton skrev manus.